# Кербала
 Тази статия е за града.  За областта вижте Кербала (област).  За филма от 2015 г. вижте Кербала (филм).
Кербалà (на арабски: كَرْبَلَاء, също срещано като Ал Кербала или Кербела) е град, административен център на област Кербала, Ирак. Населението на града през 2014 година е 690 100 души. За шиитите това е едно от най-свещените места в целия свят, отстъпвайки по важност само на Мека и Наджаф.
Градът е разделен на две части – стара и нова, като по средата се намира Машад ал-Хюсайн, гробницата на Хюсайн бин Али, внук на пророка Мохамед. Всяка година по време на празниците Ашура, стотици хиляди поклонници се стичат, за да почетат паметта на имама, а много възрастни хора идват с надеждата да умрат в града, защото се смята, че гробницата е една от портите към рая.

## География
Градът се намира на около 100 километра югозападно от столицата Багдад.

## История
Градът е съществувал още по времето на перси, асирийци и вавилонци, а след прочутата битка при Кербала, при която е загинал Хюсайн бин Али, около неговата гробница се появява ново градче, което постепенно се разраства, за да достигне до днешните си размери. През 1991 градът понася сериозни щети, след като армията на Ирак потушава бунт на шиитите. С всяка изминала година шествията за Ашура стават все по-големи, като своеобразен връх е достигнат през 2004, когато града посещават над 1 милион души. Тогава атентатори самоубийци детонират няколко коли бомби на различни места в града, убийваки над 180 души и ранявайки над 400.

## Население
| Година | Население |
| ------ | --------- |
| 1965   | 81 539    |
| 1987   | 296 705   |
| 2012   | 537 771   |

## Български мироопазващи войски
В Кербала е установена първата база на български войски в Ирак – база „Индия“ (буква „I“ от англоезичната система за буквуване). Базата е атакувана с камион-бомба на 27 декември 2003 г. и е сериозно повредена. Вследствие на атаката загиват петима български военнослужещи, а няколко десетки са ранени. След това българският контингент изоставя тази база и се премества в база Кило (буква „K“). По-късно контингентът бива преместен от Кербала в Дивания, откъдето се завръща в България през декември 2005 г.

## Култура и забележителности
В Кербала има над 100 джамии и 23 училища, най-старото от които е на над 440 години.